# Memoriał Zdzisława Ambroziaka 2010
V Memoriał Zdzisława Ambroziaka – siatkarski turniej, który odbył się w dniach 15-17 października 2010 roku w hali Arena Ursynów w Warszawie. Organizatorami turnieju były: Fundacja im. Zdzisława Ambroziaka i Ursynowskie Centrum Sportu i Rekreacji. Honorowy patronat objęli marszałek województwa mazowieckiego Adam Struzik i prezydent Warszawy Hanna Gronkiewicz-Waltz. Memoriał transmitowała TVP Sport. 
W turnieju wzięły udział cztery zespoły: Asseco Resovia Rzeszów, AZS Politechnika Warszawska, PGE Skra Bełchatów i Tytan AZS Częstochowa. Wszystkie biorące udział w turnieju drużyny grały w sezonie 2010/2011 w PlusLidze.
Drużyny rozegrały między sobą systemem kołowym po jednym spotkaniu.
Po raz pierwszy zwycięzcą turnieju został klub AZS Politechnika Warszawska.

## Tabela
| Lp. | Drużyna                     | Pkt | Mecze | Mecze   | Mecze   | Sety | Sety | Sety  | Małe punkty | Małe punkty | Małe punkty |
| Lp. | Drużyna                     | Pkt | M     | W (3:2) | P (2:3) | wyg. | prz. | ratio | zdob.       | str.        | ratio       |
| --- | --------------------------- | --- | ----- | ------- | ------- | ---- | ---- | ----- | ----------- | ----------- | ----------- |
| 1   | AZS Politechnika Warszawska | 8   | 3     | 3 (1)   | 0 (0)   | 9    | 4    | 2.250 | 293         | 275         | 1.065       |
| 2   | PGE Skra Bełchatów          | 6   | 3     | 2 (0)   | 1 (0)   | 7    | 5    | 1.400 | 295         | 277         | 1.065       |
| 3   | Tytan AZS Częstochowa       | 3   | 3     | 1 (0)   | 2 (0)   | 5    | 7    | 0.714 | 274         | 287         | 0.955       |
| 4   | Asseco Resovia Rzeszów      | 1   | 3     | 0 (0)   | 3 (1)   | 4    | 9    | 0.444 | 296         | 319         | 0.928       |

Zasady ustalania kolejności: 1. liczba zdobytych punktów; 2. wyższy stosunek setów; 3. wyższy stosunek małych punktów.
Punktacja: 3:0 i 3:1 - 3 pkt; 3:2 - 2 pkt; 2:3 - 1 pkt; 1:3 i 0:3 - 0 pkt

## Wyniki spotkań
| Data                                                                                        | Drużyna 1                   | Wynik | Drużyna 2              | Set 1 | Set 2 | Set 3 | Set 4 | Set 5 | Źródła |
| ------------------------------------------------------------------------------------------- | --------------------------- | ----- | ---------------------- | ----- | ----- | ----- | ----- | ----- | ------ |
| 15.10                                                                                       | AZS Politechnika Warszawska | 3:2   | Asseco Resovia Rzeszów | 23:25 | 25:16 | 24:26 | 25:18 | 15:13 |        |
| MVP: Robert Prygiel (AZS Politechnika Warszawska) i Rafał Buszek (Asseco Resovia Rzeszów)   |                             |       |                        |       |       |       |       |       |        |
| 15.10                                                                                       | Tytan AZS Częstochowa       | 1:3   | PGE Skra Bełchatów     | 19:25 | 17:25 | 28:26 | 20:25 |       |        |
| MVP: Michał Bąkiewicz (PGE Skra Bełchatów) i Krzysztof Gierczyński (Tytan AZS Częstochowa)  |                             |       |                        |       |       |       |       |       |        |
| 16.10                                                                                       | AZS Politechnika Warszawska | 3:1   | PGE Skra Bełchatów     | 11:25 | 25:19 | 25:20 | 25:23 |       |        |
| MVP: Michał Kubiak (AZS Politechnika Warszawska) i Paweł Zatorski (PGE Skra Bełchatów)      |                             |       |                        |       |       |       |       |       |        |
| 16.10                                                                                       | Tytan AZS Częstochowa       | 3:1   | Asseco Resovia Rzeszów | 27:25 | 23:25 | 25:22 | 25:19 |       |        |
| MVP: Fabian Drzyzga (Tytan AZS Częstochowa) i Aleh Achrem (Asseco Resovia Rzeszów)          |                             |       |                        |       |       |       |       |       |        |
| 17.10                                                                                       | AZS Politechnika Warszawska | 3:1   | Tytan AZS Częstochowa  | 25:23 | 20:25 | 25:20 | 25:22 |       |        |
| MVP: Damian Wojtaszek (AZS Politechnika Warszawska) i Michał Dębiec (Tytan AZS Częstochowa) |                             |       |                        |       |       |       |       |       |        |
| 17.10                                                                                       | PGE Skra Bełchatów          | 3:1   | Asseco Resovia Rzeszów | 35:33 | 18:25 | 25:22 | 29:27 |       |        |
| MVP: Miguel Ángel Falasca (PGE Skra Bełchatów) i Mateusz Mika (Asseco Resovia Rzeszów)      |                             |       |                        |       |       |       |       |       |        |

## Klasyfikacja końcowa
| Lp. | Drużyna                     |
| --- | --------------------------- |
| 1   | AZS Politechnika Warszawska |
| 2   | PGE Skra Bełchatów          |
| 3   | Tytan AZS Częstochowa       |
| 4   | Asseco Resovia Rzeszów      |

## Nagrody indywidualne
| Najlepszy zawodnik (MVP)                       | Najlepszy atakujący                  | Najlepszy blokujący             | Najlepszy rozgrywający                      | Najlepszy przyjmujący                       | Najlepszy libero                    |
| ---------------------------------------------- | ------------------------------------ | ------------------------------- | ------------------------------------------- | ------------------------------------------- | ----------------------------------- |
| Zbigniew Bartman (AZS Politechnika Warszawska) | Aleh Achrem (Asseco Resovia Rzeszów) | Karol Kłos (PGE Skra Bełchatów) | Michele Baranowicz (Asseco Resovia Rzeszów) | Michał Kubiak (AZS Politechnika Warszawska) | Paweł Zatorski (PGE Skra Bełchatów) |